# Natale Polci
Natale Polci (Giuliano di Roma, 25 dicembre 1897 – Roma, 10 aprile 1988) è stato un poeta italiano che scrisse in dialetto romanesco. Tramviere (vd. Ettore Veo, "I poeti romaneschi", Anonima romana editore, 1927). La sua poesia più nota, "Er passero ferito", è spesso erroneamente attribuita al più celebre Trilussa. È sepolto a Roma nel Cimitero Flaminio, è gli è stata dedicata una biblioteca nel suo comune di nascita.

## Opere
- Fiori der pensiero - versi romaneschi, S. A. Tip. Luzzatti, 1932
- Sordati d'Italia - sonetti romaneschi, tip. Luzzatti, 1932
- 112 sonetti romaneschi, Casa editrice Dalmatia, 1952
- Ner camposanto de la verità, Dalmatia, 1968
- La voce de Pasquino: Versi romaneschi, Dalmatia, 1971
- Cento apologhi, Signorelli, 1975
- Er paradiso in tera: (perle d'Italia): (in dialetto Romano), Lo Faro, 1978
- La voce de la natura: versi romaneschi- Gabrieli - finito di stampare nel giugno 1973
- Piazze de Roma: sonetti romaneschi-Capriotti Editore - Roma -1949
- Arte e Mestieri: Sonetti romaneschi - casa editrice Dalmatia -1952
- Le Favole: Versi romaneschi - casa editrice Dalmatia -1960